# Dasapushpam
Dasapushpam o diez flores sagradas de Kerala (del sánscrito, Dasa = diez y Pushpam = flor) son diez hierbas tradicionalmente importantes para la gente de Kerala, India. 
Estas hierbas se encuentran en casi todas partes en Kerala, especialmente en la región de los ghats occidentales.
Se utilizan con fines decorativos, como hacer alfombras florales durante las fiestas (como en el festival Onam).

## Las diez flores sagradas
Las diez plantas son:
| Nombre común                      | Nombre binomial           | Nombre en malayalam        | Image |
| --------------------------------- | ------------------------- | -------------------------- | ----- |
| Gloria de la mañana enana esbelta | Evolvulus alsinoides      | വിഷ്ണുക്രാന്തി (Vishnukranthi)    |       |
| Doab indio o hierba de Bahama     | Cynodon dactylon          | കറുക (Karuka)               |       |
| Flor de borla lila                | Emilia sonchifolia        | മുയൽ ചെവിയൻ (Muyal cheviyan)  |       |
| Gloria de la mañana               | Ipomoea sepiaria          | തിരുതാളി (Thiruthaali)         |       |
| Nudo de montaña                   | Aerva lanata              | ചെറുള (cheroola)             |       |
| Hierba ojo de oro                 | Curculigo orchioides      | നിലപ്പന (Nilappana)          |       |
| Margarita falsa                   | Eclipta alba              | കയ്യോന്നി(Kayyonni)            |       |
| Pequeña hierba de hierro          | Cyanthillium cinereum     | പൂവാംകുറുന്നില (Poovaamkurunnila) |       |
| Biophytum sensibles               | Biophytum sensitivum      | മുക്കുറ്റി (Mukkutti)           |       |
| Planta de globos                  | Cardiospermum halicacabum | ഉഴിഞ്ഞ (Uzhinja)             |       |

Aunque los nombres en malayalam se refieren a las flores, el valor medicinal reside en las hojas en la mayoría de los casos.